# Abdiel Vázquez
Abdiel Vázquez se ha establecido como pianista líder en México,[cita requerida]  y después de haber ganado el primer lugar en la edición inicial del “The World Competition” (primera competencia internacional de la música celebrada totalmente en línea y abierta para todos los cantantes e instrumentistas clásicos) ha obtenido reputación internacional.

## Vida y carrera
El pianista nació en Monterrey, en 1984, y, tras terminar sus estudios en 2006, obtuvo el Premio Nacional de la Juventud (de manos del entonces presidente Vicente Fox), el Premio Estatal de la Juventud de Nuevo León, la Medalla al Mérito Ciudadano, la medalla de oro en la quinta edición del concurso nacional de Angélica Morales "Yamaha Piano" y a una beca del Fondo Nacional para la Cultura y las Artes; posteriormente, continuó su formación artística en Nueva York y Madrid.
Entre sus profesores se encuentran los pianistas Gerardo González, James Tocco y Oxana Yablonskaya; el director de orquesta David Gilbert; y la mezzosoprano Mignon Dunn.
Abdiel debutó como solista a los 21 años con la Orquesta Sinfónica Nacional de México en el Palacio de Bellas Artes, interpretó el concierto número tres de Rajmáninov. Desde entonces se ha presentado cada año con la mayoría de las orquestas de mexicanas interpretando los conciertos más importantes para piano y orquesta; obras de Beethoven, Liszt, Grieg, Saint-Saëns, Chaikovski, Prokófiev, Rajmáninov, Ravel, Poulenc, Gershwin, Barber, Castro y Ponce.
Sus participaciones en distintos festivales, conciertos, concursos y compañías de ópera lo han llevado a Asia, Europa, Sudamérica y los Estados Unidos, lugares en los que ha fungido como director operístico y orquestal. 
Desde el año 2009 se ha dedicado a la dirección orquestal y fundó la Juventud Sinfónica de Monterrey, agrupación conformada por los músicos más destacados de esta ciudad. Con esta orquesta se convirtió en el primer mexicano en tocar y dirigir el Concierto de Ponce, el Concierto Emperador de Beethoven y la Rapsodia en Azul de Gershwin.
En el año 2013 Abdiel estrenó en México el Concierto para Piano de Samuel Barber con la Orquesta Filarmónica de la UNAM y presentó el recital Parnaso y Paraíso. En 2014 realizó su segunda aparición consecutiva en el Festival Internacional Cervantino de Guanajuato al presentar las óperas de Wagner y Verdi, y fue considerado por la crítica como uno de los mejores recitales en la historia del FIC. En el mismo festival dedicó un recital al compositor Ricardo Castro Herrera, de quien en ese año se celebraron 150 años de su natalicio.
Junto a la soprano María Katzarava, en 2014, ofreció en el Guild Hall de Londres un recital para el alcalde de esta ciudad y el presidente mexicano. 
Actualmente vive en Nueva York y pertenece a la planta docente de preparadores vocales de Manhattan School of Music, lugar donde trabaja regularmente con cantantes y maestros de la Metropolitan Opera House y la Juilliard School; también es el fundador de la escuela de música Little Chopins en esta ciudad.